# معهد الفيزياء والهندسة في الطب
معهد الفيزياء والهندسة في الطب (IPEM) هو معهد مهني للفيزياء والهندسة في المجالات الطبية. تأسس عام 1995م وغير أسمه من معهد الفيزياء والهندسة في الطب والأحياء للاسم الحالي عام 1997م.